# 哈斯德鲁巴 (哈米尔卡之婿)
哈斯德鲁巴（公正者）（拉丁語：Hasdrubal Pulcher；布匿语：𐤋𐤏𐤁𐤓𐤆𐤀‬ ；前270年—前221年），迦太基军事将领，哈米尔卡·巴卡之婿、汉尼拔之姐夫。
第一次布匿战争之后，哈斯德鲁巴随哈米尔卡前往西班牙建立殖民地。在哈米尔卡于前228年去世后，他成为了新的西班牙殖民地统治者，并建立了新首都迦太基新城（现卡塔赫纳）。他还与罗马签订条约，规定两方的势力范围以埃布罗河为界。
前221年，他被凯尔特人刺杀身亡。